# Martin Nyström (politiker)
Martin Filip Nyström, i riksdagen kallad Nyström i Stockholm, född 31 oktober 1845 i Stockholm, död där 24 juli 1916, var en svensk ämbetsman och politiker (liberal).
Martin Nyström verkade i Telegrafverket åren 1866–1905, från 1894 som telegrafkommissarie i Stockholm. Han var också verkställande direktör för AB Separator 1886–1887.
Han var riksdagsledamot för Liberala samlingspartiet i andra kammaren för Stockholms stads valkrets åren 1898–1908. I riksdagen var han bland annat suppleant i bankoutskottet 1903–1905 samt i bevillningsutskottet 1906. Han var särskilt engagerad i egnahemsfrågan och förvaltningspolitik, men motionerade också bland annat om avskaffande av dödsstraffet.
Martin Nyström var i sitt första äktenskap gift med Elisabeth Rosenius, dotter till Carl Olof Rosenius.